# غريغ كوستيلو
غريغ كوستيلو (بالإنجليزية: Greg Costello)‏ (5 أبريل 1970 بدبلن في جمهورية أيرلندا - ) هو لاعب كرة قدم أيرلندي في مركز الوسط. لعب مع نادي شامروك روفرز ونادي شيلبورن وKilkenny City A.F.C. ‏ ودوري أيرلندا الحادي عشر ‏ وأثلون تاون ‏.